# 希久利
希久利（Hijuli），是印度西孟加拉邦Puruliya县的一个城镇。总人口6856（2001年）。

## 人口
该地2001年总人口6856人，其中男性3621人，女性3235人；0—6岁人口1001人，其中男500人，女501人；识字率61.45%，其中男性为71.50%，女性为50.20%。